# Just as I Am (Bill Withers)
Just as I Am è il primo album in studio del cantautore statunitense Bill Withers, pubblicato nel maggio 1971.

## Descrizione
L'album contiene dieci brani originali scritti dal cantautore e due interpretazioni di brani di altri artisti: Everybody's Talkin' di Fred Neil e Let It Be dei Beatles.
Dall'album vennero estratti come singoli Everybody's Talkin'/Harlem, Ain't No Sunshine/Harlem e Grandma's Hands/Sweet Wanomi.

## Tracce
Testi e musiche di Bill Withers, eccetto dove indicato.
1. Harlem – 3:23
2. Ain't No Sunshine – 2:05
3. Grandma's Hands – 2:01
4. Sweet Wanomi – 2:32
5. Everybody's Talkin' – 3:24 (Fred Neil)
6. Do It Good – 2:52
7. Hope She'll Be Happier – 3:50
8. Let It Be – 2:36 (John Lennon, Paul McCartney)
9. I'm Her Daddy – 3:18
10. In My Heart – 4:19
11. Moanin' and Groanin' – 2:58
12. Better Off Dead – 2:14

## Formazione

### Musicisti
- Bill Withers – voce, chitarra
- Booker T. Jones – tastiere, chitarra
- Stephen Stills – chitarra
- Donald "Duck" Dunn – basso
- Chris Ethridge – basso
- Al Jackson – batteria
- Jim Keltner – batteria
- Bobbie Hall Porter – percussioni

### Produzione
- Booker T. Jones – produzione, arrangiamento
- Bill Halverson – ingegneria del suono
- Bill Lazerus – ingegneria del suono
- Johnny Golden – missaggio
- Norbert Jobst – grafica